# Filho

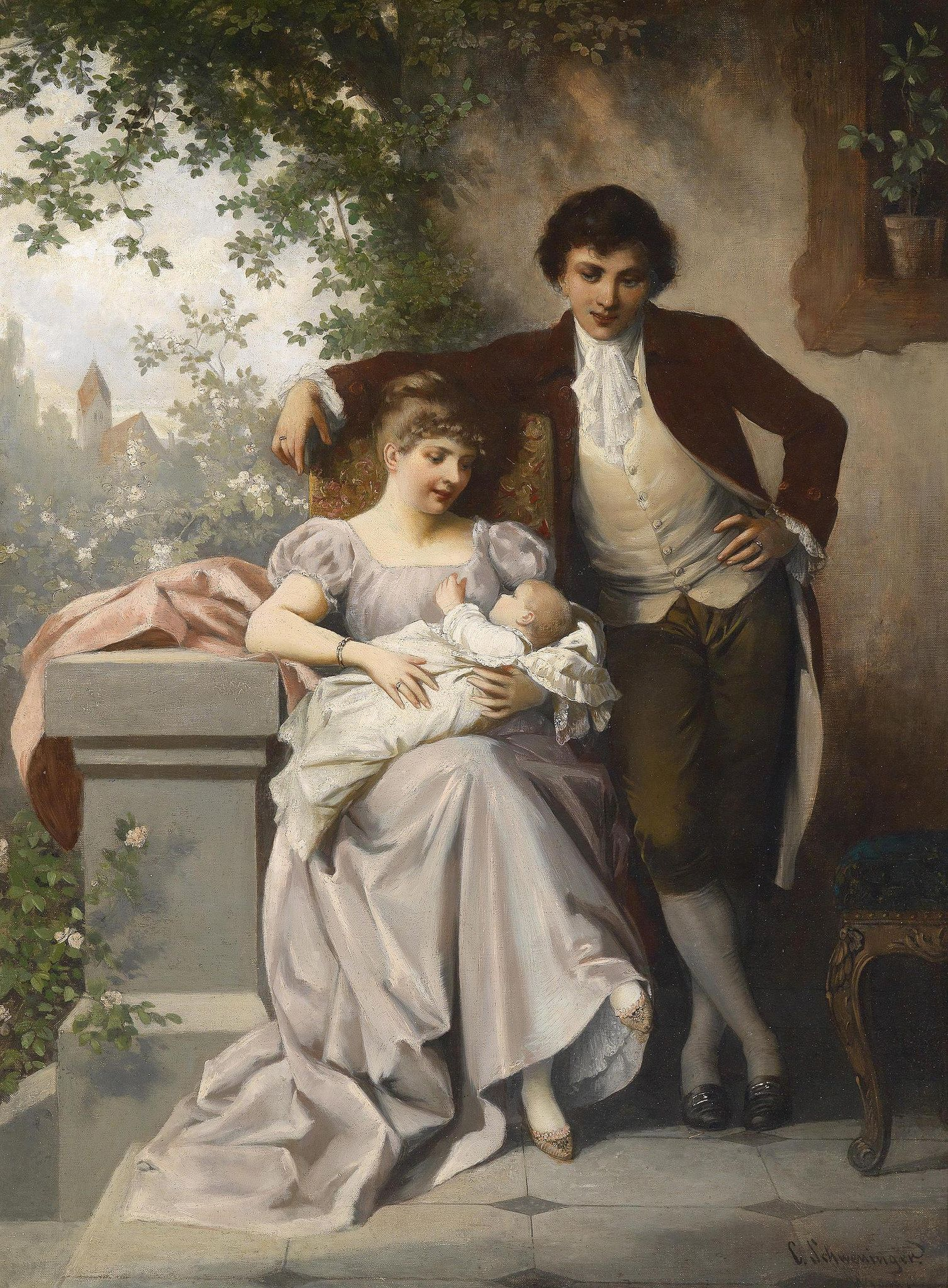
Óleo sobre tela de Carl Schweninger (c. 1890), no qual um casal contempla o filho.

Filho (do latim: filius) é o nome que se dá aos descendentes em relação aos seus respectivos pai e mãe, muito embora o termo também seja utilizado como vocativo em conversas informais, especialmente entre pessoas com um certo grau de intimidade.
Em alguns casos pessoas usam o termo "Filho" com o significado de "querido", "meu bem", etc. apesar de não terem um tipo de ligação como uma mãe ou pai.

## Indicações em nomes de pessoas
Em algumas línguas e culturas, incluindo os países lusófonos, é a palavra acrescida ao sobrenome de alguém que tenha o mesmo nome que seu pai. Nesse caso é um sinônimo de Júnior (Jr.).

## Cristianismo
No Cristianismo, o termo também é utilizado para referir-se a Jesus Cristo, o filho que Deus teria enviado à Terra.